# Paraleksja
Paraleksja – częściowa utrata zdolności czytania bądź rozumienia czytanego tekstu. Może polegać na nieprawidłowym czytaniu wyrazów (mylenie liter) lub na zastępowaniu ich innymi słowami
Na podstawie rodzaju popełnianych błędów można wyróżnić różne formy paraleksji: paraleksje ortograficzne, paraleksje fleksyjne i derywacyjne, semantyczne (znaczeniowe); błędy regularyzacyjne itp. Paraleksja semantyczna polega na zastępowaniu poszczególnych słów wyrażeniami powiązanymi znaczeniowo (np. synonimami, antonimami).